# Клюшов
Клюшов (словац. Kľušov) — село и одноимённая община в районе Бардеёв Прешовского края Словакии. В письменных источниках начинает упоминаться с 1330 года.

## География
Село расположено на высоте 317 метров и занимает площадь 15,358 км².

## Население
| Год:                | 1994 | 2004    | 2014    | 2024    |
| ------------------- | ---- | ------- | ------- | ------- |
| Количество человек: | 970  | 1033    | 1092    | 1089    |
| Разница:            |      | +6,49 % | +5,71 % | −0,27 % |

По данным последней официальной переписи 2011 года, численность населения Злате составляла 1030 человек.